# Kawasaki Z800
La Kawasaki Z800 è una motocicletta prodotta dalla casa motociclistica giapponese Kawasaki dal 2013 al 2016.

## Profilo e contesto
Presentata in anteprima all'EICMA di Milano, la moto, che utilizza la nomenclatura della serie Z di Kawasaki introdotta nel 1972, va a sostituire la Kawasaki Z 750 che a sua volta era stata introdotta sul mercato nel 2004 come erede della Kawasaki ZR-7. La Z800 è stata sostituita dalla Kawasaki Z900 nel 2017.
A spingere la moto c'è un inedito motore a quattro cilindri in linea frontemarcia dalla cilindrata totale di 806 cm³ (con l'alesaggio da 71 mm e la corsa da 50,9), che eroga 113 CV e sviluppa 8,5 kgm di coppia. Il propulsore, che è parzialmente derivato da quello della precedente Z 750, presenta corpi farfallati di maggiori dimensioni (da 32 a 34 mm) e una rapportatura finale del cambio più corta. All'avantreno trova posto un forcella telescopica in acciaio della Kayaba da 41 mm che è regolabile nel precarico e nel ritorno.